# Kléo
Ne doit pas être confondu avec la série allemande Kleo
Kléo (Kleo the Misfit Unicorn) est une série télévisée d'animation canadienne en 26 épisodes de 25 minutes créée par Gordon Stanfield, et diffusée à partir du 6 septembre 1997 à la Télévision de Radio-Canada, et en anglais sur Family, Treehouse TV et TVO Kids.

## Doublage québécois
- Johanne Garneau : Kléo
- Daniel Picard : Henri
- Gilbert Lachance : Justin
- Ronald France : Tobby (Talbut)
- Daniel Lesourd : Jules (Lyle)
- Bernard Fortin : Sam (Slim)

 Source et légende : version québécoise (VQ) sur Doublage.qc.ca